# Direttiva relativa al riutilizzo dell'informazione del settore pubblico
(articolo 3 della Direttiva 2003/98/CE)
La Direttiva 2003/98/CE relativa al riutilizzo dell'informazione del settore pubblico
(anche nota come Direttiva PSI)
è una Direttiva dell'Unione europea che incoraggia gli
stati membri a
massimizzare il potenziale dell'informazione del settore pubblico
rendendo possibile il riutilizzo della stessa. Alla direttiva ha fatto seguito la direttiva 2013/37/UE. Le due direttive del 2003 e del 2013 sono state rifuse dalla direttiva 2019/1024. Le direttive hanno ricevuto attuazione nell'ordinamento italiano col decreto legislativo 21 gennaio 2006, n. 36, modificato da ultimo dal decreto legislativo 8 novembre 2021, n. 200. 

## Contesto
Prima dell'implementazione di questa direttiva
la regolamentazione di questo aspetto era lasciata ai singoli stati membri.
Di contro, questa direttiva fornisce un quadro normativo comune
per tutti gli stati membri.
La direttiva è un tentativo di rimuovere le barriere che ostacolano il riutilizzo
dell'informazione del settore pubblico nell'Unione europea.